# Tollesbury
Tollesbury is een civil parish in het bestuurlijke gebied Maldon, in het Engelse graafschap Essex. 